# Krasnowo
Krasnowo – wieś w Polsce położona w województwie podlaskim, w powiecie sejneńskim, w gminie Sejny.
Do 1954 roku miejscowość należała do gminy Krasnowo. W latach 1954–1971 wieś należała do gromady Jodeliszki, po jej zniesieniu i należała była siedzibą władz gromady Krasnowo. W latach 1975–1998 miejscowość administracyjnie należała do województwa suwalskiego.

## Zabytki
Do rejestru zabytków Narodowego Instytutu Dziedzictwa wpisana jest zbiorowa mogiła żołnierzy radzieckich z II wojny światowej (nr rej.: A-974 z 2.12.1993).